# Batalha de Sharqat
A Batalha de Sharqat, ocorrida de 23 a 30 de outubro de 1918, foi um confronto militar entre as forças britânicas e o Império Otomano na Campanha da Mesopotâmia durante a Primeira Guerra Mundial, se tornou o conflito final, que terminou como resultado da assinatura do armistício.
Antecipando um armistício turco após a derrota dos otomanos na Palestina, o Primeiro Ministro Britânico David Lloyd George ordenou que Sir William Marshall Comandante chefe na frente da Mesopotâmia, remover qualquer presença otomana residual durante os avanços pelo Rio Eufrates e Rio Tigre, e capturar os campos de petróleo perto de Mossul sobre o Tigre. Houve falta de transporte disponíveis, depois de uma grande quantidade de veículos tinha sido emprestada a Dunsterforce para o seu avanço na Pérsia, assim o Marechal persuadiu o governo a limitar o avanço para a Frente Tigre.
As forças anglo-indianas eram, Divisão indiana 17 e Divisão indiana 18 e 7 e 11 Brigadas de Cavalaria lideradas por Sir Alexander Cobbe, a Norte de Bagdá em 23 de outubro de 1918. Em apenas 39 horas percorreram 120 km  pelo rio Pequen Zabe, onde o sexto exército otomano, liderada por Ismail Hakki Bey estava à espera deles. O Sexto Exército foi enfraquecido devido à falta de substitutos. Suas forças constaram no Corpo XVIII composto pelas 14 e 46 divisões, e do Corpo XIII que consistiram na 2.ª e 6.ª Divisões.
Vendo a retaguarda do seu exército ameaçada, Hakki Bey percorreu outros 100 km ao norte de Sharqat, onde Cobbe atacou em 29 de outubro, enviando o 11º da Cavalaria para o pino da frente quando a 17 Infantaria surgiu para para apoiá-los. A 17 Infantaria estava atrasada em sua chegada, a cavalaria havia sido bombardeada pela artilharia turca durante a noite. De manhã, os britânicos subiram a colina onde estavam as armas, e fizeram uma acusação desmontando até com baionetas. Eles tomaram as armas. Hakki Bey tinha conhecimento das negociações de paz em Mudros, e decidiu poupar seus homens, em vez de lutar ou fugir. Ele se rendeu em 30 de Outubro. A 18 Divisão avançou em Mosul, a 50 quilómetros  a norte, e foi a 12 milhas aquém da cidade quando foi declarado o armistício.
Em 1 de novembro de 1918, Mosul foi pacificamente ocupada pela 7.ª e 11.ª Brigadas de cavalaria indiana, depois das forças britânicas ignorarem o pedido do comandante turco chefe, Ali Ishan, a se retirar para as posições que ocupavam no armistício.